# Irina Smolnikowa

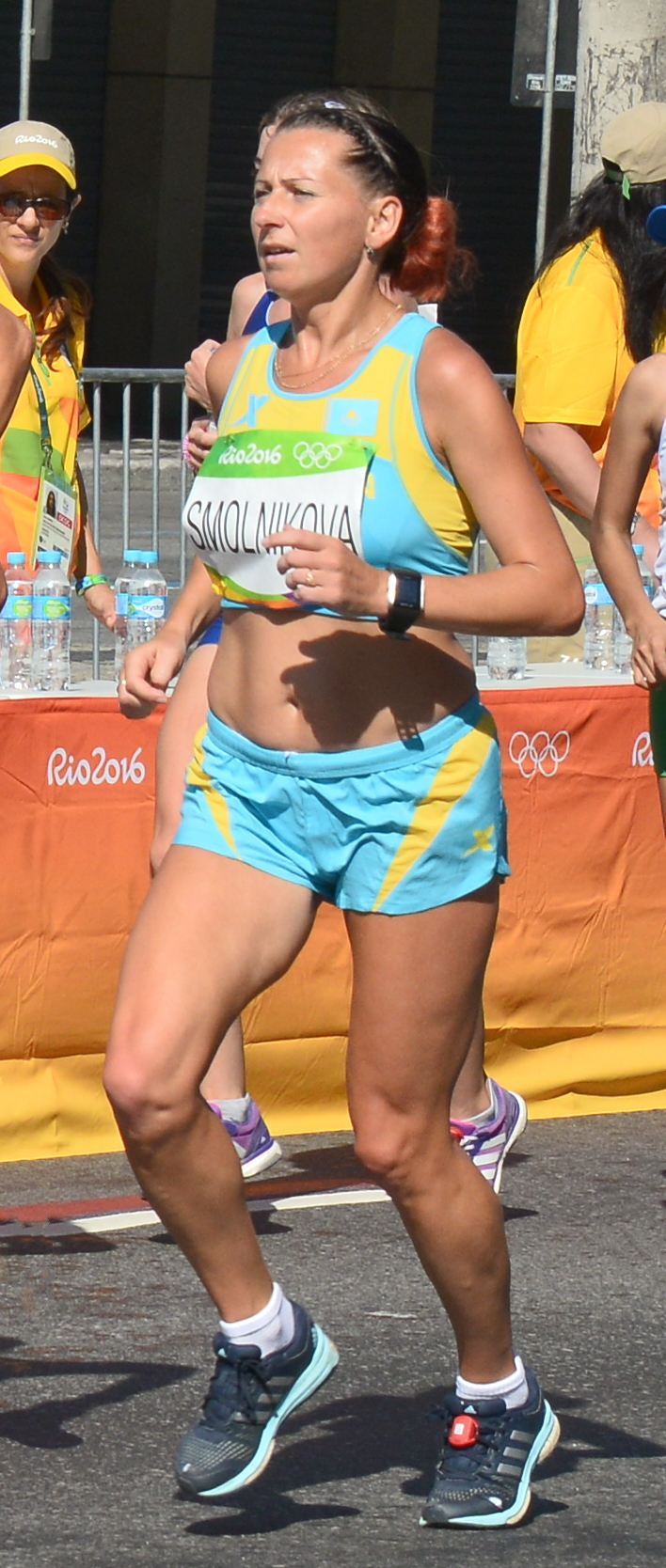
Irina Smolnikowa 2016 bei den Olympischen Spielen in Rio

Irina Smolnikowa (russisch Ирина Смольникова, engl. Transkription Irina Smolnikova; * 21. Juli 1980) ist eine kasachische Marathonläuferin.
2013 gewann sie den Moskau-Marathon. Im Jahr darauf wiederholte sie diesen Sieg mit ihrer persönlichen Bestzeit von 2:40:22 h.
Bei den Leichtathletik-Weltmeisterschaften 2015 in Peking erreichte sie nicht das Ziel.